# Interstate 14
Pour les articles homonymes, voir I14 et Route 14.
L'Interstate 14 (I-14), aussi connue comme 14th Amendment Highway, Gulf Coast Strategic Highway et Central Texas Corridor, est une autoroute qui est, en 2022, entièrement située dans le centre du Texas, le long de la US 190 mais devrait atteindre à terme la Géorgie.
Le projet d'autoroute remonte à 2005. La route était initialement planifiée pour relier Natchez (Mississippi) à l'ouest à Augusta (Géorgie) ou à North Augusta (Caroline du Sud) à l'est après avoir traversé la Louisiane, le Mississippi et l'Alabama. C'est peu après que des propositions d'extension au Texas ont été mises de l'avant. Le corridor de l'I-14, s'il est réellement construit, fournira un lien stratégique entre plusieurs grandes bases militaires le long du Golfe du Mexique et des ports importants de l'Atlantique qui sont utilisés pour les déploiements à l'étranger.
En novembre 2021, le corridor a été considéré comme une priorité élevée par le gouvernement mais pourrait nécessiter encore 15 à 20 années avant d'être achevé.

## Histoire
L'autoroute a été proposée en 2005 comme la "14th Amendment Highway" sans un numéro officiel avec un terminus ouest à Natchez (Mississippi), s'étendant dans les états du Mississippi et de l'Alabama avant d'entrer en Géorgie. L'autoroute est nommée en honneur au 14e amendement puisque la route traversera la "ceinture noire" du sud, région qui a été le cœur de l'économie esclavagiste des plantations.

Il a été proposé que l'autoroute soit étirée jusqu'à Austin à l'ouest et à Grand Strand (Caroline du Sud) à l'est. Le terminus ouest a par la suite été changé pour la jonction avec l'I-49 à Alexandria (Louisiane).

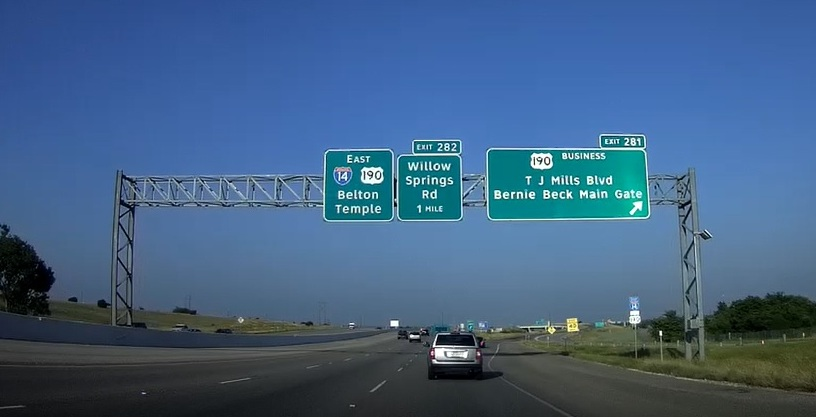
Sorties 281 et 282 sur l'Interstate 14

Le concept de l'I-14 est devenu réalité en 2015 lorsqu'une loi a été votée pour créer le Central Texas Corridor. L'axe suit généralement la US 190 sur son parcours. C'est en décembre 2015 que la désignation officielle a été approuvée par le gouvernement.
En 2017, le numéro I-14 a été officialisé et la signalisation a commencé plus tard cette année là.
En août 2021, il est proposé que l'I-14 relie finalement les états du Texas et de la Géorgie, comme il était initialement prévu. Le terminus ouest se trouverait à Odessa (Texas) et le terminus est à Augusta (Géorgie).

## Liste des sorties
Les numéros de sortie suivent les marqueurs de la US 190.
| Interstate 14                             |                |       |       |        |                                                                                    |                                                                            |
| Comté                                     | Municipalité   | mi    | km    | Sortie | Intersections / Destinations                                                       | Notes                                                                      |
| Coryell                                   | Copperas Cove  | 0,00  | 0,00  |        | US 190 ouest – Lampasas                                                            | Continue au-delà du terminus ouest                                         |
| Coryell                                   | Copperas Cove  | 0,00  | 0,00  | —      | US 190 Bus. ouest – Copperas Cove                                                  |                                                                            |
| Coryell                                   | Fort Hood      | 0,40  | 0,64  | 277    | Clarke Road                                                                        |                                                                            |
| Limite Coryell–Bell                       | Fort Hood      | 1,80  | 2,90  | 278    | Bell Tower Drive                                                                   |                                                                            |
| Limite Coryell–Bell                       | Fort Hood      | 2,30  | 3,70  | 280A   | SH 201 (en) sud (Clear Creek Road)                                                 |                                                                            |
| Bell                                      | Fort Hood      | 3,10  | 5,00  | 280B   | Clear Creek Road Nord                                                              | Accès direction ouest via sortie 280A                                      |
| Bell                                      | Killeen        | 4,10  | 6,60  | 281    | US 190 Bus. est / T.J. Mills Boulevard                                             |                                                                            |
| Bell                                      | Killeen        | 4,80  | 7,70  | 282    | Willow Springs Road                                                                |                                                                            |
| Bell                                      | Killeen        | 5,30  | 8,50  | 283    | SH 195 (en) (Fort Hood Street)                                                     |                                                                            |
| Bell                                      | Killeen        | 7,20  | 11,60 | 284    | Trimmier Road                                                                      |                                                                            |
| Bell                                      | Killeen        | 7,80  | 12,60 | 285    | W.S. Young Drive                                                                   |                                                                            |
| Bell                                      | Killeen        | 8,80  | 14,20 | 286    | FM 3470 (en) (Stan Schlueter Loop)                                                 | Pas d'accès direct en direction ouest (indiqué sortie 287)                 |
| Bell                                      | Killeen        | 10,10 | 16,30 | 287    | Rosewood Drive                                                                     |                                                                            |
| Bell                                      | Harker Heights | 10,80 | 17,40 | 288    | FM 2410 (en) (Knight's Way)                                                        |                                                                            |
| Bell                                      | Harker Heights | 12,00 | 19,30 | 289    | FM 3423 (en) (Indian Trail)                                                        |                                                                            |
| Bell                                      | Harker Heights | 13,30 | 21,40 | 290    | US 190 Bus. ouest / Nola Ruth Boulevard                                            | Pas d'entrée en direction ouest                                            |
| Bell                                      | Nolanville     | 15,40 | 24,80 | 292    | Spur 439 (en) (Main Street) – Nolanville                                           |                                                                            |
| Bell                                      | Nolanville     | 16,60 | 26,70 | 294    | Paddy Hamilton Road                                                                |                                                                            |
| Bell                                      |                | 18,40 | 29,60 | 295    | Frontage Road                                                                      | Pas d'entrée en direction est                                              |
| Bell                                      |                | 19,10 | 30,70 | 296    | FM 2410 (en) (Simmons Road)                                                        |                                                                            |
| Bell                                      |                | 20,20 | 32,50 | 297    | George Wilson Road                                                                 |                                                                            |
| Bell                                      | Belton         | 21,80 | 35,10 | 299    | FM 1670 (en) (Stillhouse Hollow Dam Road)                                          |                                                                            |
| Bell                                      | Belton         | 23,10 | 37,20 | 300    | Loop 121 (en)                                                                      |                                                                            |
| Bell                                      | Belton         | 23,90 | 38,50 | 301    | I-35 sud / SH 317 (en) (Main Street) / FM 436 (en) (Holland Road) / Connell Street | Sortie et entrée direction est; sortie 293B de l'I-35 nord                 |
| Bell                                      | Belton         | 24,80 | 39,90 |        | I-35 nord                                                                          | Terminus est; terminus est du multiplex avec US 190; sortie 293A de l'I-35 |
| - Terminus de multiplex - Accès incomplet |                |       |       |        |                                                                                    |                                                                            |